# Allard P1
Der Allard P1 (auch Allard 3.6-litre Saloon) ist eine zweitürige, fünfsitzige Sportlimousine, die von der britischen Firma Allard von 1949 bis 1952 gebaut wurde.
Die Wagen haben einen seitengesteuerten V8-Motor aus dem Ford Pilot mit 3622 cm³ Hubraum (Bohrung × Hub = 77,79 mm × 96,25 mm), der 6,1:1 verdichtet und mit einem Ford-Vergaser ausgestattet ist. Er leistet 85 bhp (62,5 kW) bei 3500/min. Auch das Dreiganggetriebe stammt von diesem Wagen. Die Antriebsauslegung vereinfacht in den USA, dem wichtigsten Exportmarkt für britische Automobilhersteller in den 1950er-Jahren, die Suche nach Werkstätten und Ersatzteilen.
Ein Wagen, der 1949 vom britischen Magazin The Autocar getestet wurde, erreichte eine Höchstgeschwindigkeit von 135,37 km/h und beschleunigte in 23,4 s von 0 auf 100 km/h. Der ermittelte Benzinverbrauch lag bei 17 l / 100 km. Der Testwagen kostete £ 1277 einschl. Steuern.
Die Vorderräder waren einzeln aufgehängt und mit Schraubenfedern abgestützt. Die angetriebenen Hinterräder hingen an einer Starrachse, die an einer Querblattfeder hing. Der Radstand betrug 2845 mm, die Spur vorne/hinten 1473 mm.
Die Windschutzscheibe des Wagens war oben angeschlagen und konnte durch einen Hebelmechanismus in der Mitte geöffnet werden, was unüblich für ein nach dem Zweiten Weltkrieg gebautes Fahrzeug ist. Die Innenausstattung zeigte die Detailverliebtheit des Konstrukteurs und bot gute Ablagemöglichkeiten, z. B. eine Ablage unter dem Armaturenbrett und Taschen, die die gesamte Dicke der Türen ausnutzten. Die Bedienelemente umfassten zusätzlich zum Choke ein Handgas mit Schraubverstellung und einen Schalter für die Motorraumbeleuchtung.
Eine Lüftungs-/Heizungskombination – damals unüblich – gab es serienmäßig im Exportmodell und als Sonderausstattung im Modell für den Heimatmarkt.

## Renngeschichte
1952 gewann ein von Sydney Allard selbst und Guy Warburton gesteuerter P1 die Rallye Monte Carlo. Tom Lush war Beifahrer.